# Sean O'Keefe
Sean O'Keefe nació el 27 de enero de 1956. Fue el décimo Administrador de la NASA, desde diciembre de 2001 a febrero de 2005. Su mandato estuvo marcado por una mezcla de triunfo y tragedia, desde el éxito de las misiones a Marte (Mars Exploration Rover) hasta el desastre del Transbordador espacial Columbia.

## Educación
O'Keefe nació en Monterey, California. En 1973, se graduó de Wheeler High School en North Stonington, Connecticut. Asistió a la Universidad Loyola en Nueva Orleans, donde se graduó en 1977 con una Licenciatura en Historia . Posteriormente adquirió su Maestría en Administración Pública grado en 1978 de la Escuela Maxwell de Ciudadanía y Asuntos Públicos en la Universidad de Syracuse.

## Carrera profesional
Después de obtener su maestría, comenzó su carrera como pasante de gestión presidencial y más tarde fue analista de presupuestos para el Departamento de Defensa . Se desempeñó en el personal del Comité de Asignaciones del Senado de los Estados Unidos durante ocho años y fue Director de Personal del Subcomité de Asignaciones de Defensa.

## Vida personal
O'Keefe y su esposa, Laura, tienen tres hijos. El bisabuelo de O'Keefe fue Arthur J. O'Keefe, quien de 1926 a 1929 fue alcalde de Nueva Orleans, Luisiana . Su abuelo, Arthur O'Keefe, Jr., fue miembro del Senado Estatal de Luisiana de Nueva Orleans de 1948 a 1950. Su tío es el expresidente del Senado Estatal, Michael H. O'Keefe. El 9 de agosto de 2010, O'Keefe sobrevivió al accidente aéreo de un Alaska DHC-3 Otter en 2010 en el que murió el senador de Alaska Ted Stevens
| Predecesor: Daniel S. Goldin | Administrador de la NASA 2001 - 2005 | Sucesor: Michael Griffin |

- Datos: Q983423
- Multimedia: Sean O'Keefe / Q983423